# Llangyndeyrn
Llangyndeyrn är en community i Storbritannien.   Den ligger i kommunen Carmarthenshire och riksdelen Wales, i den södra delen av landet, 280 km väster om huvudstaden London. Antalet invånare är 3 102.
I Llangyndeyrn community ligger även byarna Pontyates och Carway.